# Sejm zwyczajny 1754
Sejm 1754 – sejm zwyczajny I Rzeczypospolitej, został zwołany 5 lipca 1754 roku do Warszawy.
Sejmiki przedsejmowe w województwach odbyły się 19 sierpnia 1754 roku. Marszałkiem sejmu starej laski obrano Józefa Massalskiego, starostę grodzieńskiego.
Obrady sejmu trwały od 30 września do 31 października 1754 roku. Sejm został 19 października 1754 roku zerwany przez Michała Strawińskiego.